# Спуньциемс
Спу́ньциемс (латыш. Spuņciems) — населённый пункт в Марупском крае Латвии, административный центр и крупнейший населённый пункт Салской волости. Расположен на автодороге A10 между Бабитским озером и рекой Лиелупе.
В Спуньциемсе расположены волостная администрация, Салская начальная школа, библиотека, спортивный и культурный центр, почтовое отделение, Салская лютеранская церковь Св. Иоанна, футбольное поле, два продовольственных магазина, и цветочный магазин. Имеется причал.

## История
В исторических источниках Сала (самое раннее название села) впервые упоминается в 1225 году в связи с определением границ Рижского сельского округа. Современное поселение (первоначально Шпунге, нем. Spunge) образовалось недалеко от бывшей усадьбы Сала (Хольмгоф; расположена к юго-востоку от острова Зиргу). Более крупным поселением Спуньциемс стал в послевоенные годы, когда он был центром колхоза «Падомью Латвия» (позже АО «Тевземе»).
В советское время было построено несколько многоэтажных домов.
До 2021 года поселок находился в составе Бабитского края, однако с проведением территориальной реформы в Латвии вошёл в состав Салской волости Марупского края

## Население
| Год  | Население | ±%       |
| ---- | --------- | -------- |
| 1965 | 85        | -        |
| 1970 | 96        | +12,9 %  |
| 1979 | 170       | +77,1 %  |
| 1989 | 600       | +252,9 % |
| 2000 | 525       | −12,5 %  |
| 2011 | 602       | +14,7 %  |
| 2021 | 585       | −2,8 %   |
| 2022 | 596       | +1,8 %   |